# 石峰山
28°04′36″N 121°12′43″E / 28.07666°N 121.21198°E
石峰山，也称石峰山风景区，曾名石蜂山，是指中华人民共和国浙江省玉环市的一个山峰及风景区，位于陈屿办事处石峰山村。

## 沿革
属荷花山山列，又名仙人赶鸭山，海拔250米。石峰山为向东南开口的火山通道，位置座落在北东向、东西向及北东东断裂交叉点上，由橄榄玄武岩组成，呈北东向短轴状分布，四周围岩为高坞组灰黑色含角砾晶屑熔结凝灰岩。喷发角砾覆盖于高坞组上，角砾内侧为角砾状橄榄玄武岩。石峰山也是浙江省发现的形态保存最完好的一个火山通道。临近石峰山的龙岩宫内有一天然洞穴，叫“龙额洞”，历史记载直至清朝雍正三年才被发现记录。